# 藤倉寛
藤倉 寛（ふじくら ひろし、1980年4月24日 - ）は、栃木県出身の元サッカー選手でポジションはDF。現在は帝京高等学校サッカー部監督。

## 来歴
2024年、母校・帝京高校サッカー部の監督に就任。15年ぶりに全国高校選手権出場に導いた。

## 所属クラブ
- 1996年-1998年 帝京高等学校　(日本高校選抜　1998年)
- 1999年-2002年 東京学芸大学　(ユニバーシアード日本代表　2001年)
- 2003年-2007年 ソニー仙台